# Catarata El Encanto
El Encanto es una cascada ubicada al norte del departamento de Santa Cruz, Bolivia, en el Parque Nacional Noel Kempff Mercado. Esta catarata tiene una caída de agua ininterrumpida de 80 metros sobre la meseta de Caparú, y es uno de los sitios más visitados dentro del parque nacional.